# Slaget vid Tours
Slaget vid Tours, ofta kallat Slaget vid Poitiers, utkämpades i oktober 732 mellan styrkor under den frankiske ledaren Karl Martell och en saracensk armé ledd av emir Abd ar-Rahman ibn Abd Allah. Platsen för slaget var antagligen mellan Tours och Poitiers i nuvarande Frankrike. Frankerna besegrade den saracenska armén och emir Abd ar-Rahman dödades. Saracenerna hindrades därmed från att tränga längre norrut i dåvarande Frankerriket.
Slaget har tillmätts avgörande betydelse som ett av de viktigaste slagen i europeisk historia. Slaget bidrog både till att stoppa den muslimska erövringen av Västeuropa, samt till att konsolidera enheten i Frankerriket. 

## Stridande
- Franker, runt 60 000, ledda av Karl Martell. Uppskattningarna om hans styrkor varierar.
- Saracener, runt 20 000, under Abd ar-Rahman ibn Abd Allahs ledning.

## Bakgrund
Saracenerna i Kalifatet Cordoba hotade sedan 720-talet de frankiska territorierna. Hertig Eudes av Aquitanien hade på ett avgörande sätt besegrat en stor muslimsk invasionsstyrka under den islamiska invasionen av Gallien år 721 i slaget vid Toulouse, men saracenska räder fortsatte. År 725 nådde de ända till staden Autun i Burgund. Då han hotades av både saracenerna i söder och av frankerna i norr allierade sig Eudes år 730 med Othmar av Munuza, emir av berber-ursprung i vad som sedermera skulle bli Katalonien. Saracenernas räder in över hans sydgräns avtog och Othmar gifte sig med Eudes dotter Lampade.
Året därpå gjorde dock Othmar uppror mot guvernören av Andalusien, Abd ar-Rahman. Abd ar-Rahman krossade snabbt revolten och riktade därefter sin uppmärksamhet mot Othmars förre allierade, Eudes. Hertig Eudes samlade sin armé vid Bordeaux, men besegrades, och Bordeaux plundrades. Eudes vände sig då till frankerna för att få hjälp, vilket Karl Martell erbjöd endast sedan Eudes gått med på att underställa sig frankisk överhöghet. År 732 fortsatte det saracenska plundringståget norrut, utmed floden Loire. Ett möjligt motiv var rikedomarna i katedralen i Tours. När han fick höra talas om detta samlade den austrasiske borgmästaren Karl sin armé på uppskattningsvis 15 000–75 000 veteraner och marscherade söderut.

## Lokalisering
Trots att detta slag var viktigt är dess exakta lokalisering fortfarande okänd. De flesta historiker antar att de två arméerna möttes där floderna Clain och Vienne möts, mellan Tours och Poitiers.

## Slaget
Karl ställde upp sin armé på en plats där han antog att den muslimska armén skulle passera, på ett mycket försvarsvänligt ställe. Det är möjligt att hans tätt formerade infanteri, beväpnat med svärd, spjut och sköldar formerade sig i en falang-liknande uppställning. Enligt de arabiska källorna ställde de upp sig i en stor fyrkant. Karl Martell utkämpade ett lysande försvarsslag, med tanke på olikheten mellan arméerna, i det att frankerna mest bestod av infanteri, mot beridna, (och i arabernas fall) tungt beväpnade ryttare. På en plats och en tidpunkt, som han själv hade valt, mötte han en vida överlägsen styrka och besegrade den. I sex dagar bevakade de båda arméerna varandra, med endast mindre skärmytslingar. Ingen av dem ville anfalla. Frankerna var välklädda för kylan och hade fördelen att känna terrängen. Araberna var inte lika förberedda för den intensiva kylan, men de ville inte anfalla vad de trodde var en numerärt överlägsen frankisk armé. Striden började den sjunde dagen, eftersom Abd er Rahman inte ville skjuta upp slaget i all evighet.
Abd ar-Rahman förlitade sig på att hans kavalleri var numerärt överlägset och fick dem att anfalla gång på gång. Denna gång var den tilltro muslimerna hade till sitt kavalleri, beväpnat med långa lansar, långa svärd och spjut, vilket hade skänkt dem seger i tidigare slag, inte berättigad. Vid ett av de få tillfällen då medeltida infanteri stod emot kavallerianfall, slog de disciplinerade frankiska soldaterna tillbaka anfallen, fastän det arabiska kavalleriet, enligt arabiska källor, vid flera tillfällen bröt in i den frankiska fyrkanten.
För de frankiska soldaterna verkade det tunga saracenska kavalleriet oslagbart: tungt beväpnat, till och med skyddsrustningar på hästarna. Det är troligt att det månghövdade berberkavalleriet bara var lätt beväpnat. Frankerna gjorde därför mycket bättre ifrån sig mot berberkavalleriet än mot saracenerna.
Enligt en frankisk källa varade slaget en dag; enligt arabiska källor två dagar. När ryktet gick genom den arabiska armén att det frankiska kavalleriet hotade det byte de hade tagit från Bordeaux återvände många till lägret. Detta verkade, för majoriteten av den muslimska armén, som en fullskalig reträtt, och snart var det så. Under försök att hindra reträtten blev Abd er Rahman omringad, vilket ledde till hans död, och muslimerna återvände till sitt läger. Följande dag, när muslimerna inte återupptog slaget fruktade frankerna ett överfall. Endast efter de frankiska soldaternas noggranna rekognoscering av det muslimska lägret stod det klart att muslimerna hade retirerat under natten.

### Slagets betydelse
På grund av nederlaget uppehöll sig muslimska historiker inte mycket vid Tours. Å andra sidan lägger västerländska historiker stor vikt vid detta krig och betraktar det som en vändpunkt i den öst-västliga, islam-kristna kampen. Karl Martell betraktas som en stor hjälte som räddade Europa från den islamiska invasionen. Edward Gibbon, en brittisk historiker, påpekade att om muslimerna hade segrat så skulle det nu finnas moskéer på platsen för kyrkor i Paris och London. I Oxford skulle man läsa Koranens tolkningar istället för Bibeln, och genom predikningar från minareterna skulle Muhammeds religion bevisas som helig och sann. Edward Gibbon ansåg att frankerna hade gjort en stor tjänst för Europa genom att stoppa muslimerna.
Enligt vissa historiker erövrade muslimerna några viktiga städer i Frankrike två år efter detta nederlag. De nådde Lyon nio år senare, intog Arbune (Narbonne) och använde den som militärbas fram till 759. Efter detta nederlag har de fortsatt sin existens i Frankrike i två århundraden. De påminner om att denna seger inte är så viktig som man kan tro.
Samtida kristna, från Bede till Theophanes nedtecknade noggrant slaget och var noga med att omnämna vad de såg som dess följder. Senare forskare, såsom Edward Gibbon, hävdade att om Martell hade fallit skulle morerna enkelt ha kunnat erövra ett blödande Europa. Gibbon skrev att "En segerrik marsch hade tagit saracenerna tusentals kilometer, från Gibraltar till Loires stränder; skulle man ha upprepat sträckan, skulle saracenerna ha tagit sig till det inre av Polen och de skotska högländerna; Rhen är inte svårare att ta sig över än Nilen eller Eufrat, och den arabiska flottan skulle ha kunnat segla, utan att utkämpa ett enda sjöslag, ända till mynningen av Themsen.
Bland nutida medeltidshistoriker anser Dick Harrison att slaget vid Poitiers förhindrade en fortsatt saracensk framstöt i Loiredalen, men inte hade någon större världshistorisk betydelse.  Majoriteten av medeltidshistoriker anser dock att det var ett av de viktigare slagen i europeisk historia .